# Wim De Vocht
Wim De Vocht (Turnhout, 29 d'abril de 1982) és un ciclista belga que fou professional del 2003 al 2012.
La seva germana Liesbet també s'ha dedicat professionalment al ciclisme.

## Palmarès
- 2000
  -  Campió de Bèlgica júnior en ruta
  - 1r al Gran Premi General Patton i vencedor de 2 etapes
  - Vencedor de 2 etapes als Tres dies d'Axel
- 2003
  - 1r al Tour de Flandes sub-23

### Resultats a la Volta a Espanya
- 2006. Abandona